# Железнодорожная катастрофа на мосту через реку Платт
Железнодорожная катастрофа на мосту через реку Платт произошла 3 сентября 1861 года во время Американской гражданской войны. Группа бушвакеров повредила мост через реку Платт к востоку от Сент-Джозефа, штат Миссури, на железной дороге Ганнибал — Сент-Джозеф. В результате поезд упал в реку, что привело к гибели от 17 до 20 человек и ранениям ещё 100.
Партизаны Конфедерации сожгли нижние бревна 49-метрового моста через реку, оставив верхнюю часть нетронутой. В 23:15, безлунной ночью, пассажирский поезд, идущий на запад из Ганнибала в Сент-Джозеф, начал пересекать мост. Опоры треснули и обвалились. Локомотив перевернулся, упав с высоты 9 м в мелководную реку, и потянул за собой товарные вагоны, багажный вагон, почтовый вагон и два пассажирских вагона, в которых находилось более 100 мужчин, женщин и детей. Погибших и раненых доставляли в гостиницу Пати-Хауз возле депо в Сент-Джозефе. Солдатам Армии Союза было приказано выследить и казнить бушвакеров за совершённое преступление.

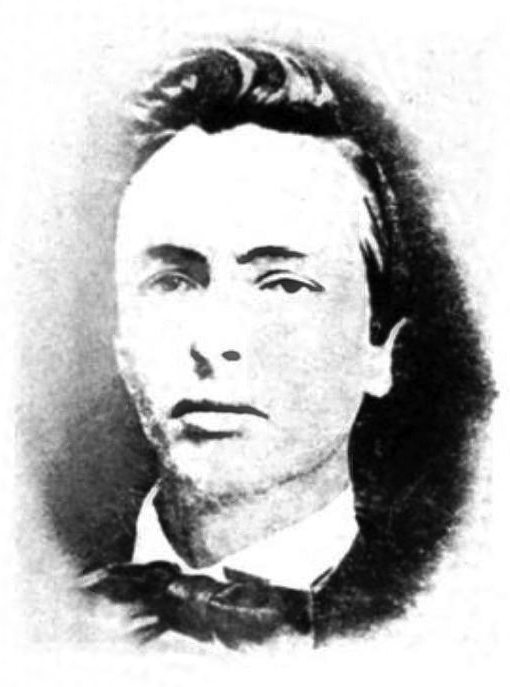
Барклай Коппок

Генерал-майор Конфедерации Стерлинг Прайс, который в то время наступал на севере Миссури, написал командующему Армии Союза генералу Генри Вейджеру Халлеку протест, заявив, что саботаж был «законным и правильным» в соответствии с правилами ведения войны и что с захваченными людьми следует обращаться как с военнопленными. Халлек ответил, что бушвакеры являются «шпионами, мародерами, грабителями, поджигателями, партизанскими бандами … в одежде мирных граждан». Бушвакеры утверждали, что поезд был военной целью, поскольку в нём находились солдаты, направлявшиеся в Форт-Ливенворт, штат Канзас. Одним из погибших солдат был Барклай Коппок, участник рейда Джона Брауна на Харперс-Ферри. Бушвакеры также заявляли, что это была попытка убийства бывшего губернатора штата Миссури Роберта Марселласа Стюарта.
Самым известным из бушвакеров, разыскиваемых федеральными войсками, был Сайлас М. Гордон. Армия Союза дважды сжигала Платт-Сити (в декабре 1861 года и в июле 1864 года), безуспешно принуждая горожан сдаться (см. Сожжение Платт-Сити).
Железная дорога Ганнибал — Сент-Джозеф то время была единственной, пересекавшей штат Миссури, и использовалась для доставки почты на конечную станцию Pony Express в Сент-Джозефе и обратно. Первым заданием полковника Улисса С. Гранта в гражданской войне была охрана поездов. В августе ему было присвоено новое звание бригадного генерала.